# Kurt Emke
Kurt Emke, född Kurt Gilbert Emche 10 april 1929 i Stockholm, död där 10 mars 1980, var en svensk skådespelare.

## Filmografi
- 1956 – Nattbarn
- 1957 – En drömmares vandring
- 1957 – Synnöve Solbakken
- 1962 – Chans
- 1963 – Adam och Eva
- 1965 – Resa
- 1966 – Tillgripa våld
- 1969 – Livet är en trumma säger pappa
- 1970 – Prinskorv med äggröra
- 1975 – Ungkarlshotellet
- 1975 – Monismanien 1995
- 1976 – Drömmen om Amerika
- 1976 – Hallo Baby
- 1976 – Schaurige Geschichten (TV-serie)
- 1980 – Sinkadus (TV-serie)

## Teater

### Roller
| År   | Roll               | Produktion                                                                          | Regi                                                   | Teater                  |
| ---- | ------------------ | ----------------------------------------------------------------------------------- | ------------------------------------------------------ | ----------------------- |
| 1964 |                    | Den stora effekten (La grosse valise) Robert Dhery                                  | Stig Ossian Eriksson                                   | Idéonteatern            |
| 1966 |                    | Sommar (L'Été) Romain Weingarten                                                    | Kaj Ahnhem                                             | Marsyasteatern          |
| 1967 |                    | Dåd i det förgångna (The Meter Man) Scott Forbes                                    | Nils Hallberg                                          | Marsyasteatern          |
| 1967 |                    | Vibration (Vibrations) Stanley Eveling                                              | Kaj Ahnhem                                             | Marsyasteatern          |
| 1967 |                    | Den jäktade (Den stundesløse) Ludvig Holberg                                        | Kotti Chave                                            | Skansens friluftsteater |
| 1969 | Avram, bokhandlare | Spelman på taket (Fiddler on the Roof) Sheldon Harnick, Joseph Stein och Jerry Bock | Henny Mürer                                            | Stockholms stadsteater  |
| 1970 |                    | Nyköpings gästabud Ivar Schnell                                                     | Curt Broberg                                           | Nyköpingshus            |
| 1973 | Beerencreutz       | Gösta Berlings saga Selma Lagerlöf                                                  | Johan Bergenstråhle Marie-Louise De Geer Bergenstråhle | Stockholms stadsteater  |
| 1977 |                    | Hermelinarna eller drömmen om stålverket Lars Molin och Macke Nilsson               | Christian Lund                                         | Norrbottensteatern      |